# Johnathan Spokeyjack
Johnathan Spokeyjack (Port Vila, Vanuatu, 13 de noviembre de 1998) es un futbolista de Vanuatu que juega en la posición de delantero con el Ifira Black Bird FC de la VFF Champions League.

## Carrera

### Club
| Periodo   | Club                |
| --------- | ------------------- |
| 2016      | Shepherds United    |
| 2017-2018 | Ifira Black Bird FC |
| 2019      | Erakor Golden Star  |
| 2020-     | Ifira Black Bird FC |

### Selección nacional
Ha estado en el proceso de selecciones nacionales de Vanuatu desde la categoría sub-17, donde llegó a jugar en la Copa Mundial de Fútbol Sub-20 de 2017.
Debutó con Vanuatu el 15 de junio de 2019 en la derrota por 0-6 ante Indonesia en un partido amistoso en Yakarta. Participó en la Copa de las Naciones de la OFC 2024 donde anotó un gol.

## Logros
- Liga de Fútbol de Port Vila (3): 2017, 2020, 2022
- VVF National Super League (1): 2022